# Sternelfe
Die Sternelfe (Selasphorus calliope) ist eine Vogelart aus der Familie der Kolibris (Trochilidae). Sie brütet im Sommer in Kanada in British Columbia und den nordwestlichen Vereinigten Staaten in Washington, Oregon, Idaho, dem westlichen Montana, West-Utah und Nord- und Ostkalifornien. Zur Überwinterung zieht der Vogel nach Mexiko. Der Bestand wird von der IUCN als „nicht gefährdet“ (least concern) eingeschätzt.

## Merkmale
Die Sternelfe wiegt 2 bis 3 Gramm, wird rund 9 Zentimeter lang und hat eine Flügelspannweite von 11 Zentimetern. Die Kolibriart ist die kleinste bekannte Vogelart in Nordamerika. Die Männchen erkennt man an der roten Kehle, den grünen Flanken, dem weißen Bauch und dem dunklen Schwanz. Bei den Weibchen ist der Schwanz rotbraun, und es fehlt die farbige Kehle. Der Schwanz des Vogels ist auffallend kurz.

## Verbreitung und Habitat
Die Sternelfe hat ihre Brutgebiete im Westen Nordamerikas von British Columbia und Alberta in Kanada über die Staaten der USA östlich und westlich der Rocky Mountains bis nach Baja California in Mexiko. Die Überwinterungsgebiete finden sich im westlichen Zentralmexiko. Gelegentlich werden Sternelfen im Winter auch in der Golfküstenregion der USA gesichtet.
Die Sternelfe bevorzugt in der Brutzeit eher kühlere Gebiete in meist montanen Höhen von 1200 m bis zur Waldgrenze in 3000 m bis 4000 m, gerne an Wasserläufen und auch in Sekundärvegetation. Die Nester finden sich in Sträuchern, Nadel- und Laubgehölzen. Im Überwinterungsquartier halten sich Sternelfen in trockeneren Gebieten auf, man sieht sie auch nahe bei Bauernhöfen und Ranches und entlang von Straßenrändern.

## Nahrung
Die Nahrung der Sternelfe besteht hauptsächlich aus Blütennektar, Pollen und Insekten.

## Fortpflanzung

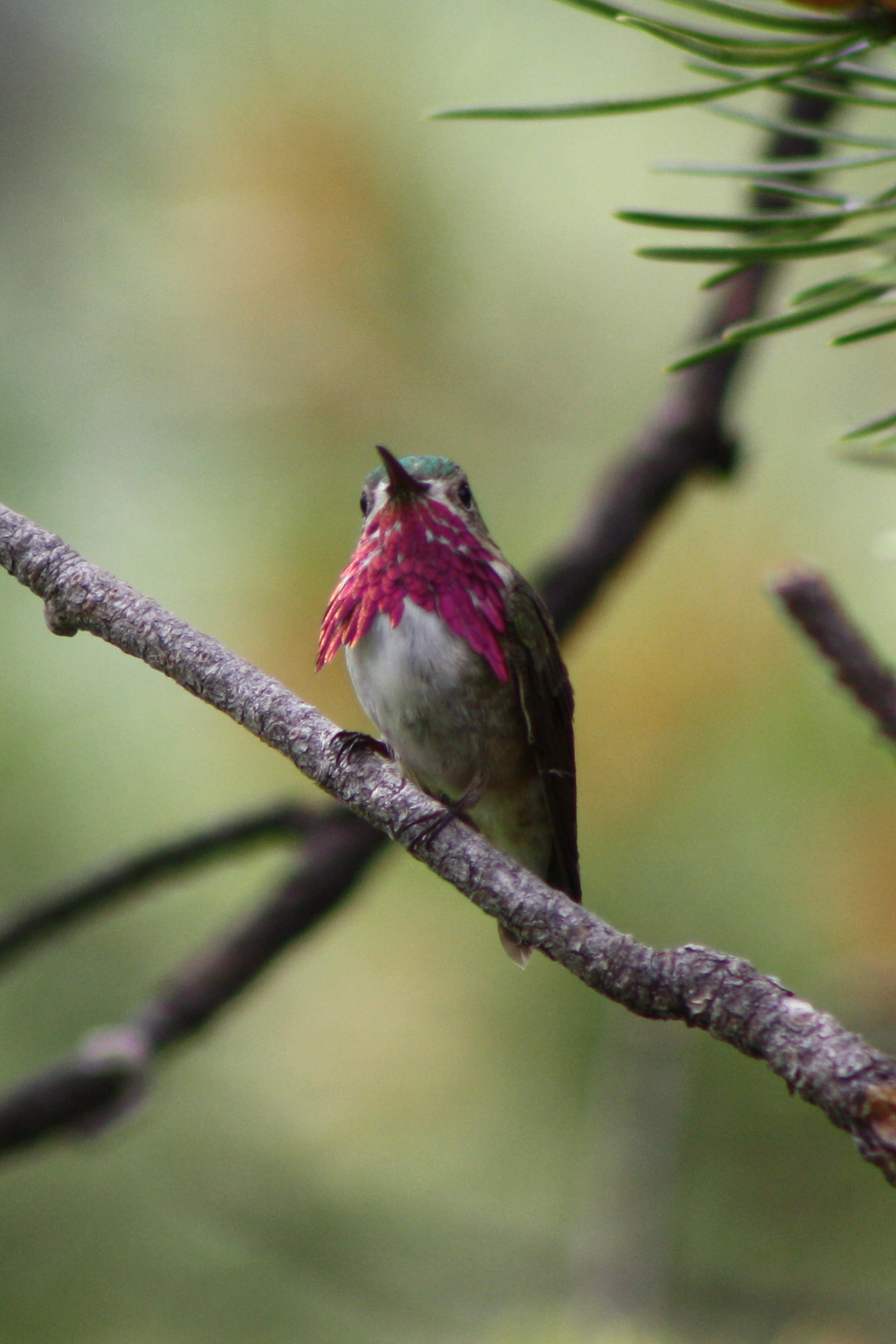
Männchen

Nach der Balz und der Begattung wird in einem Baum meist versteckt ein Nest angelegt. Das Weibchen legt gewöhnlich zwei Eier, die zwischen 14 und 16 Tagen bebrütet werden. Nach dem Schlüpfen werden die Jungen rund 21 bis 28 Tage gefüttert.

## Feinde
Die natürlichen Feinde der Sternelfe sind Schlangen, Katzen und Greifvögel.

## Unterarten

Verbreitungsgebiet der Sternelfe (gelb = Brutgebiete; blau = Überwinterungsgebiete)

Bisher sind keine Unterarten bekannt. Die Unterart Selasphorus calliope lowei (Griscom, 1934), die man gelegentlich in der Literatur findet, gilt als Synonym zur Nominatform.

## Etymologie und Forschungsgeschichte
John Gould beschrieb die Sternelfe unter dem Namen Trochilus (Calothorax) Calliope. Das Typusexemplar wurde in Mexiko gesammelt. Später schlug sie Gould der neuen Gattung Stellula zu, eine monotypische Gattung, unter der sie sehr lange geführt wurde. Das North American Classification Committee schlug sie schließlich im Jahr 2012 eindeutig der Gattung Selasphorus zu. Dieser Begriff leitet sich von den griechischen Wörtern σέλας sélas für „Glanz, Licht, Flamme“ und -φόρος, φέρω -phorós, phérō für „tragend, tragen“ ab. Das Wort calliope stammt aus der griechischen Mythologie. Kalliope war eine Muse mit feiner Stimme und eine der neun Töchter des Zeus und der Mnemosyne.